# Michael Berger (Fußballspieler)
Michael Berger (* 1. Dezember 1990 in Deutschlandsberg) ist ein österreichischer Fußballspieler.

## Karriere
Berger begann seine Karriere in der Jugend des Deutschlandsberger SC in der Steiermark. 2004 wechselte er in die Jugendabteilung des Grazer Athletiksport-Klubs (GAK), wo er 2010 in die erste Mannschaft geholt wurde. Sein Debüt für die Rotjacken in der Regionalliga Mitte gab er am 27. März 2010 gegen den SC Weiz, als er durchspielte und in der 44. Minute die gelbe Karte erhielt. Das Spiel in Weiz endete 1:1-Unentschieden. Nach zwei weiteren Saisonen und dem verpassten Aufstieg 2011/12 wechselte er Anfang der Saison 2012/13 zum SC Wiener Neustadt.
Sein Debüt in der höchsten österreichischen Spielklasse gab der Abwehrspieler am 21. Juli 2012 unter Trainer Heimo Pfeifenberger, als er bei der 0:2-Niederlage gegen die SV Mattersburg durchspielte. Im Sommer 2014 wechselte er zum Wolfsberger AC.
Im Jänner 2017 wechselte Berger zum Zweitligisten Floridsdorfer AC, bei dem er einen bis Juni 2017 gültigen Vertrag erhielt.
Zur Saison 2017/18 wechselte er zum Regionalligisten USV Allerheiligen. Für Allerheiligen kam er zu 23 Einsätzen in der Regionalliga. Zur Saison 2018/19 schloss Berger sich dem viertklassigen USV Mettersdorf an. Nach dessen Auflösung wechselte er zur Saison 2023/24 zum sechstklassigen SV Feldbach, mit dem er 2024/25 den Meistertitel errang und in die fünftklassige Oberliga Süd/Ost aufstieg.
Berger, der seit Juni 2023 im Besitz der ÖFB-D-Trainerlizenz ist, war im selben Jahr kurzzeitig Co-Trainer im Nachwuchsbereich des TSV Kirchberg/Raab.